# 7 Pułk Kirasjerów (Cesarstwo Niemieckie)
7 pułk kirasjerów im. von Seydlitza (4 Magdeburgski) (niem. Kürassier-Regiment „von Seydlitz“ (Magdeburgisches) Nr. 7)  – pułk kawalerii niemieckiej okresu Cesarstwa Niemieckiego.

## Charakterystyka

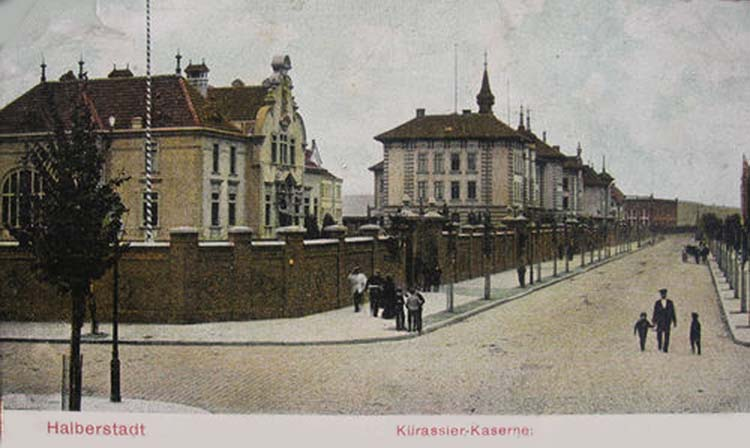
Koszary pułku

Pułk został sformowany 7 marca 1815. Stacjonował w Quedlinburg i Halberstadt . Wchodził w skład IV Korpusu Armijnego .

 Wiosną 1914 był w strukturze 8 Brygady Kawalerii z  8 Dywizji Piechoty.

30 grudnia 1916 oddział przeorganizowano w spieszony pułk kawalerii.